# Хомна
Хомна (бенг. হোমনা, англ. Homna) — город на юго-востоке Бангладеш, административный центр одноимённого подокруга. Площадь города равна 2,85 км². По данным переписи 2001 года, в городе проживало 5999 человек, из которых мужчины составляли 52,94 %, женщины — соответственно 47,06 %. Плотность населения равнялась 2104 чел. на 1 км². Уровень грамотности населения составлял 40,1 % (при среднем по Бангладеш показателе 43,1 %). 